# ويليام روبرت موريسون
ويليام روبرت موريسون هو سياسي كندي، ولد في 20 أبريل 1878 بهاميلتون في كندا، وتوفي بنفس المكان في 16 مارس 1947. حزبياً، نشط في حزب أونتاريو المحافظ التقدمي. وقد انتخب عضو برلمان مقاطعة أونتاريو.